# Yota
Yota (ヨタ、Yota Devices、ヨタ・デバイシス)は、ロシアの電気通信事業者、及びモバイル電子機器メーカーである。